# The Bootels
The Bootels – polska grupa rockowa, założona w 2005 roku w Łodzi i wykonująca covery utworów The Beatles.

## Historia
Współtwórcami zespołu są: gitarzyści Piotr Jełowicki i Wiktor Daraszkiewicz, basista Zbigniew Frankowski i perkusista Andrzej Żukiewicz. Muzycy grupy są w posiadaniu certyfikatu wydanego przez właścicieli klubu The Cavern, potwierdzającego wysoki poziom w reprezentowaniu muzyki beatlesowskiej na świecie. W lutym 2008 roku zespół The Bootles wystąpił właśnie tu; w miejscu, gdzie przed laty zaczynali karierę Beatlesi i został entuzjastycznie przyjęty. W efekcie muzycy zostali zaproszeni na festiwal Beatleweek – od tego czasu koncertując Anglii wielokrotnie i łącznie dając w Liverpoolu ponad 20 koncertów. Ponadto zespół grał w całej Europie w tym w Polsce i nagrał dwa albumy studyjne.

## Skład
- Piotr Jełowicki (gitara, śpiew)
- Zbigniew Frankowski (gitara basowa, (śpiew)
- Andrzej Żukiewicz (perkusja, śpiew)
- Zbigniew Danielewicz (instr. klawiszowe, śpiew)
- Debiut sceniczny tego składu miał miejsce 23 października 2009 w Filharmonii Łódzkiej.

## Dyskografia

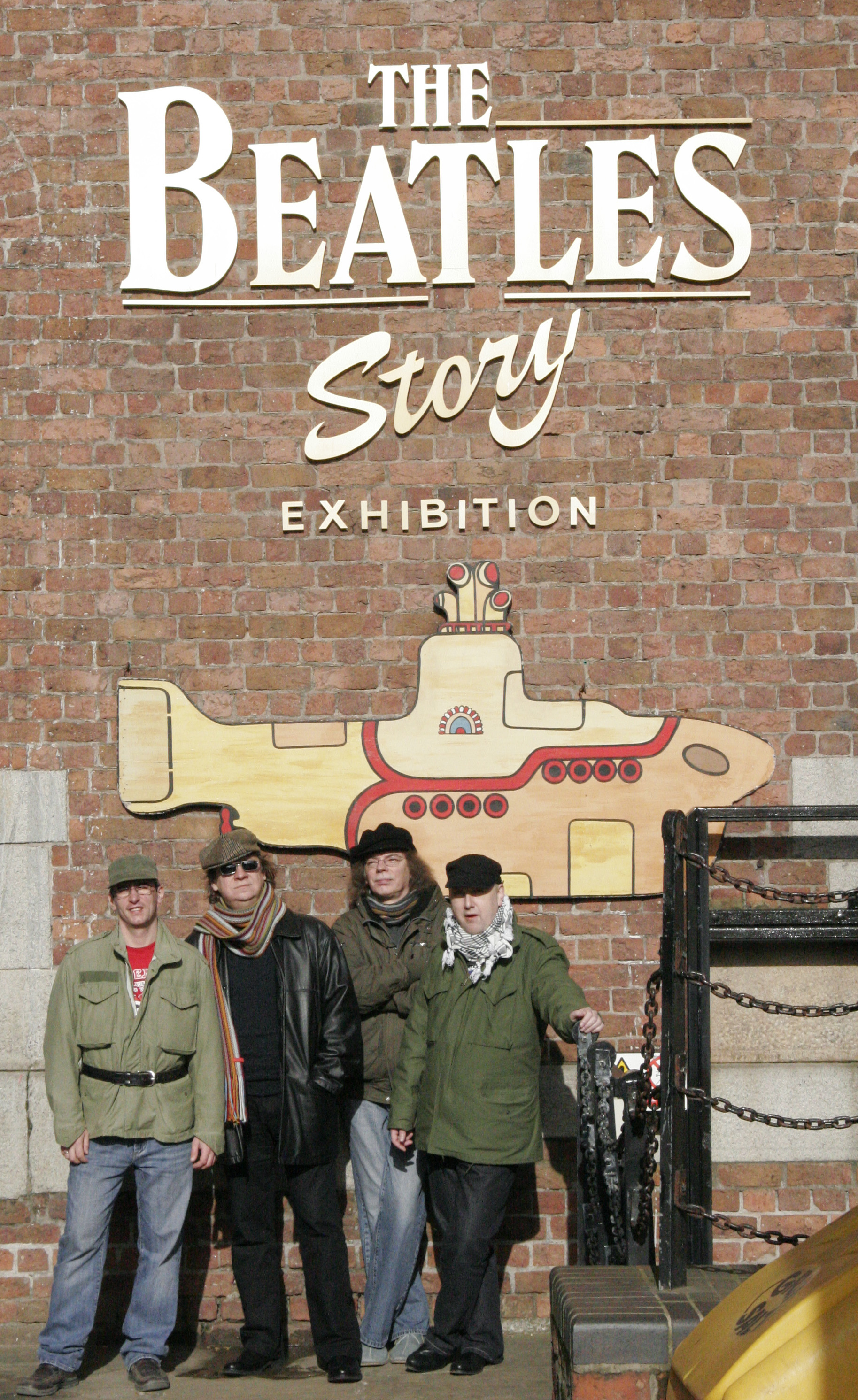
The Bootels w Liverpoolu, 2008

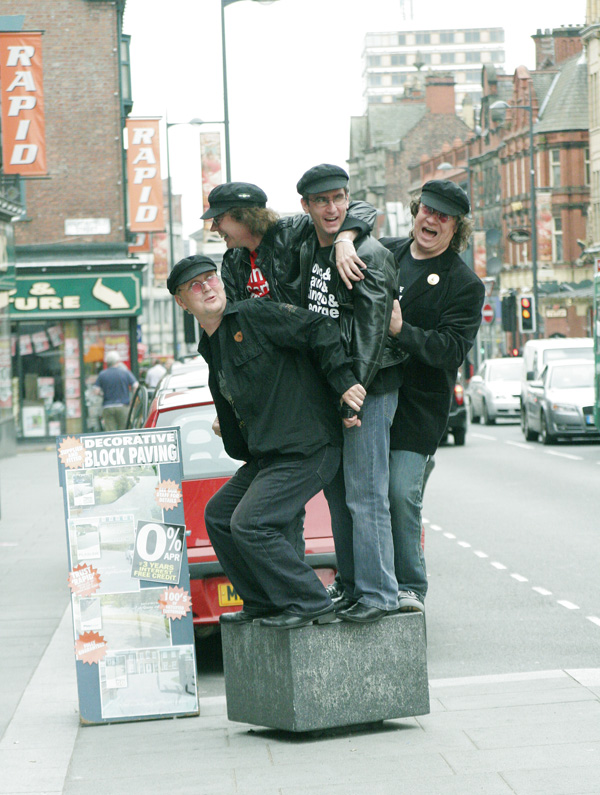
The Bootels w Liverpoolu, 2008

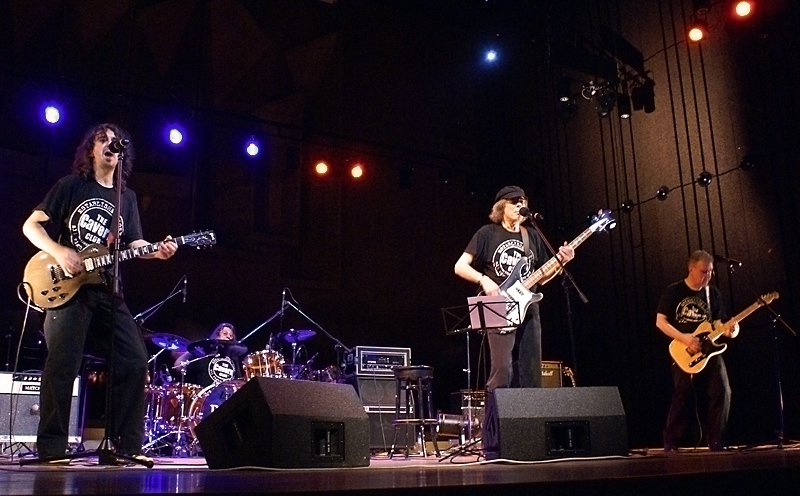
The Bootels w Filharmonii Łódzkiej, 2009

### Albumy
- Play The Beatles (2008)[3]
- R-Evolution (2015)[3]

### Kompilacje
- The Bootels & Orkiestra Dęta MPK Łódź (2018)[3]